# Мужієво
Мужієво (угор. Nagymuzsaly; колишня назва Мужай) — село в Берегівській громаді Берегівського району Закарпатської області України.

## Назва
У 1992 році в назві міста була замінена одна буква — Мужієво.

## Герб
Щит перетятий лазуровим і червоним. У першій частині на трьох зелених пагорбах, середній вище, срібне обернене ягня, з золотим німбом, що тримає в лапах срібну хоругву на золотому держаку, обтяжену червоним хрестом, що супроводжується в правому верхньому куті золотим усміхненим сонцем, у лівому верхньому куту - срібним півмісяцем вправо. У другій частині лазурове вігунте вістря, обтяжене рукою в червоному одязі вліво, що тримає срібну шаблю і супроводжується справа трьома зеленими дубовими листками, з'єднаними у вилоподібний хрест, з двома золотими жолудями, а зліва - золотим виноградним гроном.

## Географічні дані
Розміщене за 7 км на південний схід від районного центру — міста Берегове та за 2 км від залізничної станції Боржава. Населення — 2086 осіб (станом на 2001 рік).

## Населення

### Мова
Розподіл населення за рідною мовою за даними перепису 2001 року:
| Мова            | Кількість | Відсоток |
| --------------- | --------- | -------- |
| угорська        | 1717      | 82.31%   |
| українська      | 342       | 16.40%   |
| російська       | 25        | 1.19%    |
| білоруська      | 1         | 0.05%    |
| інші/не вказали | 1         | 0.05%    |
| Усього          | 2086      | 100%     |

## Історія
Поблизу Мужієва виявлено поселення пізнього палеоліту (близько 20—15 тисяч років тому), знайдено два скарби бронзових виробів епохи пізньої бронзи (кінець II тисячоліття до н. е.). В західній частині Мужієвого, на терасі, що піднімається ліворуч від автодороги Берегове — Виноградове та в північно-західній околиці села, біля мужієвського винрадгоспу — два з пізньопалеолітичних місцезнаходження. В районі села знайдено два бронзових скарби в 1858 і 1902 роках. Поруч з руїнами готичного собору — середньовічне поселення ХІІІ — XV століть. В оклицях села виявлено шліфовану кам'яну сокиру.
Перша письмова згадка сягає 1114 року, як Muse. До цього часу село було розділене на дві частини: східна частина була заселена королівськими підданими, західна частина — замковими підданими, яку Андраш II віддав опікуну королівських маєтків Берега і записав його межу. Поселення належало до Угорського королівства і неодноразово змінювало власника — феодала та закладалося за борги. 1280 р. IV. Король Ласло подарував його Кунку.
У 1377 році син іспанця Кунка, Пітер Лампертассі, продав його Полу Мадяру за 50 марок разом з аксесуарами.
У 1566 році село піддалося спустошливому нападу кримських орд; в 1657 році його розорили війська польської шляхти під керівництвом князя Любомирського.
1904 р. було офіційно затверджено герб селища (за громадською печаткою 1844 р.): на блакитному тлі селянин з серпом, перед яким росте колосся, а позаду в землю встромлений срібний леміш.
З кінця березня по 21 квітня 1919 року в селі існувала радянська влада. У 1921 році створена організація КПЧ, під керівництвом якої робітники-виноградарі брали активну участь в страйковій боротьбі в 1925, 1929, 1936 роках.
Після відвоювання села у нацистських окупантів 26 жовтня 1944 року 8 його жителів добровільно вступили до лав Червоної Армії, всі вони за бойові заслуги удостоєні урядових нагород.
Станом на початок 1970-х років в селі була розміщена центральна садиба садово-виноградарського радгоспу «Мужіївській», за яким було закріплено 2 315 га сільськогосподарських угідь, у тому числі 1 289 га орної землі, 517 га виноградників, 276 га саду. У селі було розміщено три виноградарські і рільнича бригади радгоспу-заводу. За бригадами було закріплено 1 188,7 га сільськогосподарських угідь, у тому числі 357,5 га виноградників, 75 га саду і 15 га ягідників. Виробничим напрямком було виноградарство і садівництво. Вирощували також зернові (в основному ячмінь, пшеницю, кукурудзу) та овочеві (переважно помідори, огірки, капусту) культури. За вирощування високих врожаїв сільськогосподарських культур багато передовиків були нагороджені орденами і медалями СРСР, у тому числі орденом Леніна — робочі радгоспу-заводу М. Б. Варга, П. І. Матей, М. І. Петер.
На території Мужієва працювали середня школа (42 вчителя та 469 учнів), будинок культури (з залом на 250 місць), стаціонарна кіноустановка, бібліотека (книжковий фонд її становив 9,6 тисяч примірників), дільнична амбулаторія, сім магазинів, ресторан, кафе, будинок побуту, дитячий сад, відділення зв'язку та аптека.

## Присілки
Мала Бакта
Мала Бакта — колишнє село в Україні, в Закарпатській області.
Обєднане з селом Мужієво
Згадки: 1865: Kis Bakta, 1898: Kis-Bakta, 1907: Kisbakta, 1913: Kisbakta.

Мале Мужієво
Мале Мужієво — колишнє село в Україні, в Закарпатській області.
Обєднане з селом Мужієво
Згадки: 1337/59: Kysmusay , 1388: Kysmusey , 1397: Kysmuse, 1418: Kismwsay, 1446: Kysmusay , 1530: Kÿs Mwſaÿ, 1541: Kÿſ mwſaÿ, 1542: Kys Musaÿ, 1550: Kÿſmusaj, 1570: Kis Muſaj, 1851: Kis-Muzsaj.
Мале Мужієво (в наш час є частиною поселення Мужієво (Nagymuzsaly), яке було покинуте після набігу рейтарів Любомирського у 1657 році, тоді його мешканці складалися з замкових кріпаків. Згадується воно окремо з XIII століття, коли король Андраш II у 1232 році подарував село доглядачеві березької лісничої домінії. Достовірно відомо, що мужієвська церква, освячена в честь Іоанна Хрестителя, у 1330-роках згадується в реєстрі папської десятини.
Патрох
Патрох — колишнє село в Україні, в Закарпатській області.
Обєднане з селом Мужієво
Згадки:  1232/360: Patroh

## Центр золотовидобування
Історичні дані свідчать, що в Мужієво добували золото ще кельти, римляни, німці, турки, угорці, українці. Турки у середньовіччі вивезли близько 20 тонн за 200 років. Добували на той час примітивно, — це було кайло, світильник, грабарка. Золотошукачі слідували за жилами, що знаходились в м'якому каоліні. Вони занурювались углиб не більше, як на 200 метрів. З цього ж каоліну за часів Австро-Угорщини виготовляли знамениту на увесь світ віденську порцеляну. Система старих штолень дуже акуратна й логічно завершена. А в деяких місцях залишені були навіть купки руди, готової до промивання.
З 1999 року в Мужієво діяв рудник. Глибина залягання руди — 180 метрів. В середньому з 1 тонни руди отримували 6 г золота. Рудник був одним з найперспективніших в Україні, але постійно зростаючий показник смертності місцевих жителів від онкологічних, серцево-судинних та захворювань шлунково-кишкового тракту пов'язували з роботою рудника. Аналізи питної води показали, що вміст свинцю перевищував норму у 23 рази, кадмію у 8,2, до того ж був присутній надлишок марганцю, заліза, цинку та інших важких металів. Аналогічні результати показали аналізи ґрунту. В квітні 2010 року підприємство оголосили банкрутом.
Запаси руди на початок XXI століття такі:
- золота — 50 т;
- срібла — 800 т;
- свинцю — 400 тисяч т.

## Сучасність
Село перебуває на стадії розвитку. У зв'язку з розвитком сільського туризму на території Мужієва з'являються садиби з комфортними умовами проживання, місцеві мешканці організовують тури по околицях Берегівського району.
В селі працює загальноосвітня школа в якому є українські і угорські класи навчання, і через це із сусідніх селищ також організовується транспорт для учнів які бажають учитися у школі.

## Туристичні місця

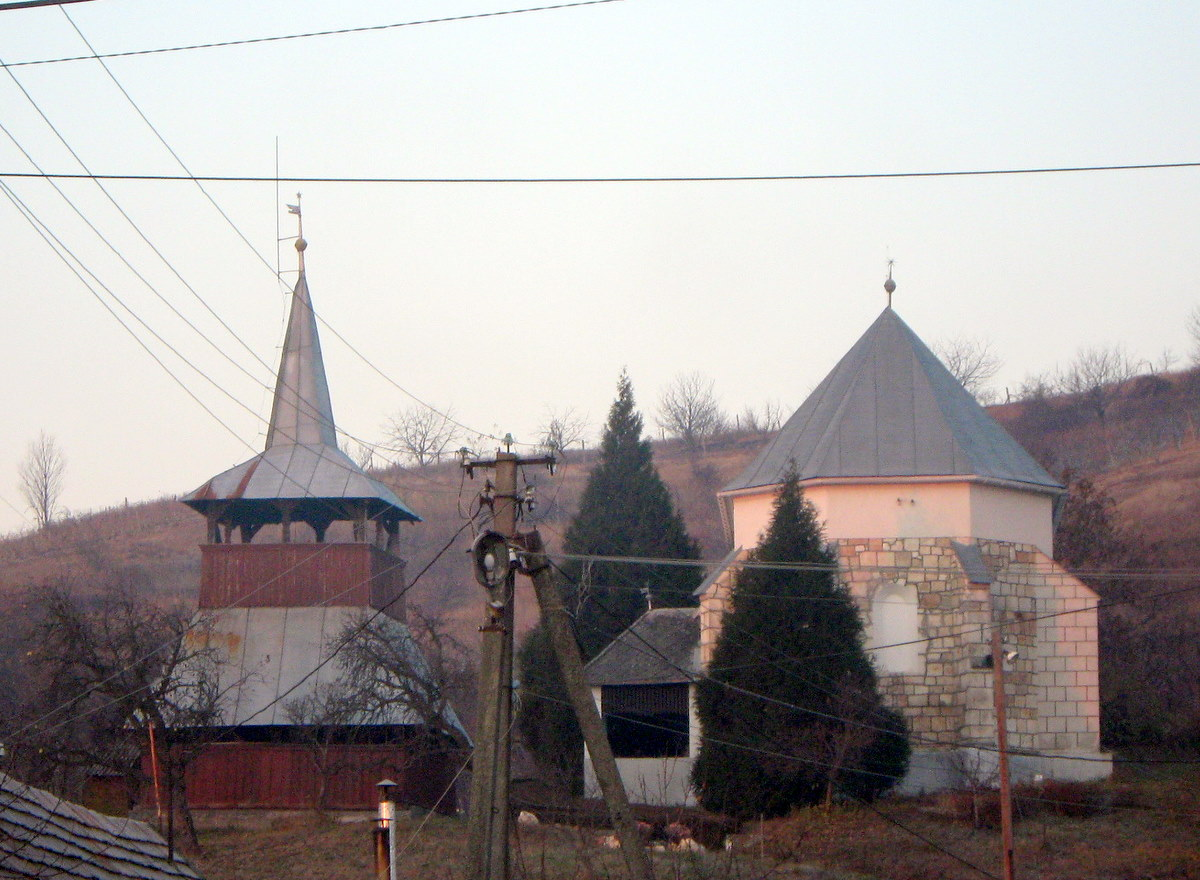
Костел з дзвіницею

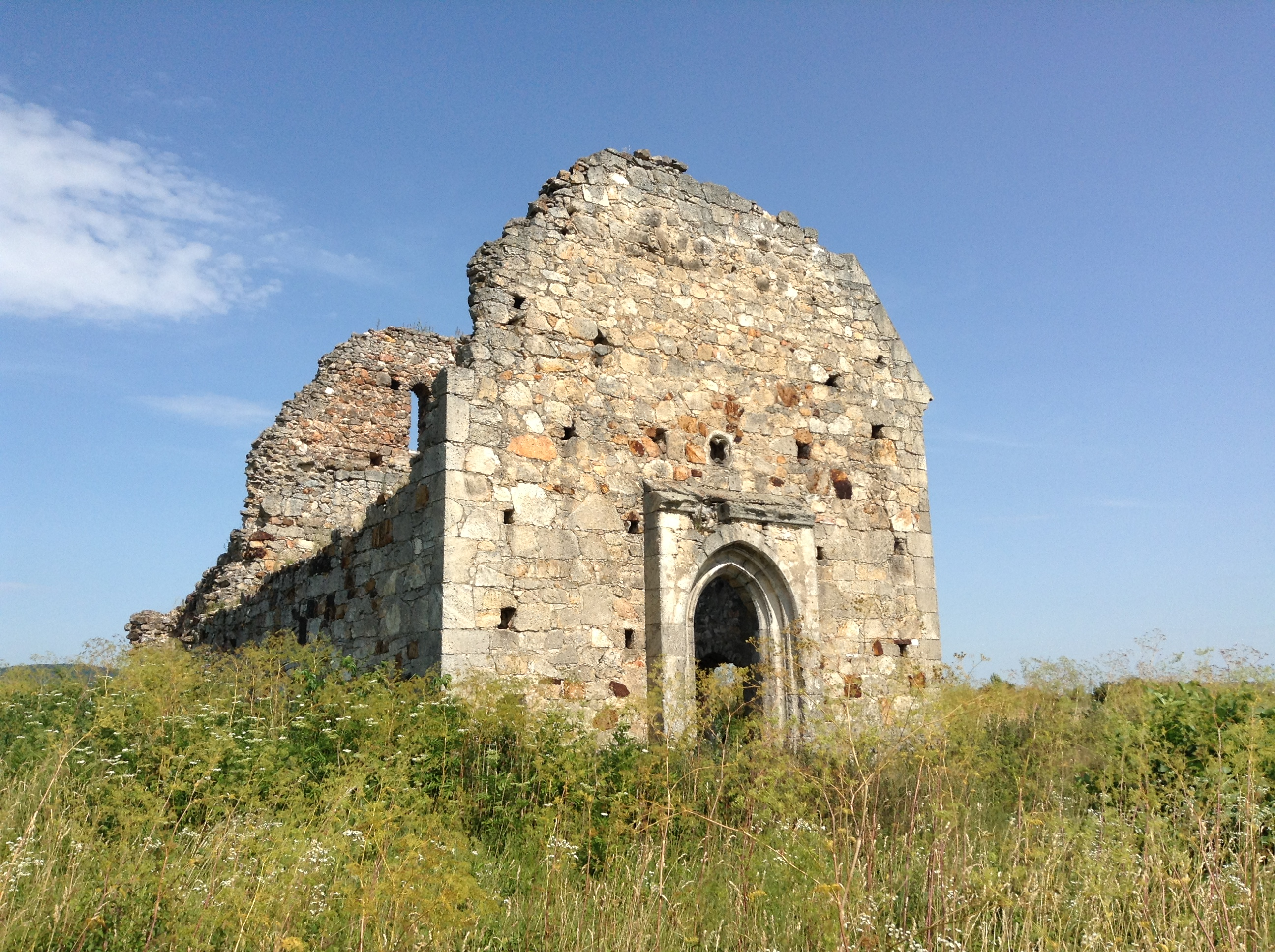
Руїни костелу Святого Іоанна Хрестителя

- Поблизу Мужієва виявлено поселення пізнього палеоліту (близько 20—15 тисяч років тому), знайдено два скарби бронзових виробів епохи пізньої бронзи (кінець II тисячоліття до н. е.).
- В західній частині Мужієвого, на терасі, що піднімається ліворуч від автодороги Берегове — Виноградове та в північно-західній околиці села, біля мужієвського винрадгоспу — два з пізньопалеолітичних місцезнаходження. 
- В районі села знайдено два бронзових скарби в 1858 і 1902 роках. 
- Поруч з руїнами готичного собору — середньовічне поселення ХІІІ — XV століть. В оклицях села виявлено шліфовану кам'яну сокиру.

- Біля в'їзду в село з правого боку за 200 м від шосе знаходяться руїни храму Івана Хрестителя (1117 рік), в 2022 року розпочато реконструкцію храма. На початку 1920-х років на стінах костелу були сліди фресок, над аркою можна було розрізнити лик Спасителя, а по боках — лики святих. В наш час слідів фресок вже немає. Архітектурна пам'ятка є раннім прикладом кам'яного готичного будівництва на Закарпатті. Постановою Кабінету Міністрів України від 27 грудня 2001 р. N 1761. руїни  храму Йоана Хрестителя занесені до Державного реєстру нерухомих пам'яток України як Пам'ятка архітектури національного значення.

- У центрі села, на схилі гори стоїть храм XIV—XV ст. Стіни костелу укріплені контрфорсами. Привертає увагу витончений декор стрілчастих вікон на південній стороні.

- Поруч із храмом стоїть двоярусна дерев'яна дзвіниця каркасної конструкції, перекрита шатровим верхом зі шпилем. Її верх і широке опасання вкриті бляхою. Дзвіниця занесена до реєстру Пам'яток архітектури місцевого значення.

- До 1950-х років в селі існував палац місцевого поміщика з родини Гуняді. Це була двоповерхова будівля в стилі бароко, зведена в 17-му столітті. На жаль, у другій половині 20-го ст. її було розібрано на будівельні матеріали для потреб місцевого колгоспу.  

-Від палацу залишилась тільки цікава пам'ятка, пов'язана з родиною Гуняді — надмогильний знак, під яким похований кінь. В 1717 р. кримські татари разом із молдавськими гайдуками вдерлися в Угорщину. В ході того набігу були захоплені та пограбовані кілька містечок та сіл Закарпаття.  Для захисту Берегсасу була мобілізована місцева знать разом із своїми людьми. В їх числі був і мужієвський поміщик з роду Гуняді. В одній із невеликих за масштабами битв татари оточили його та поранили, однак кінь вирвався з оточення та виніс свого з бою свого господаря. Вдячний за порятунок поміщик Гуняді все життя дбав про найліпші умови для свого коня, а як той помер, поховав тварину у парку свого палацу, і поставив надмогильний знак — тригранний, видовжений як стовбур, камінь. Цей знак і тепер можна побачити за парканом консервного заводу.

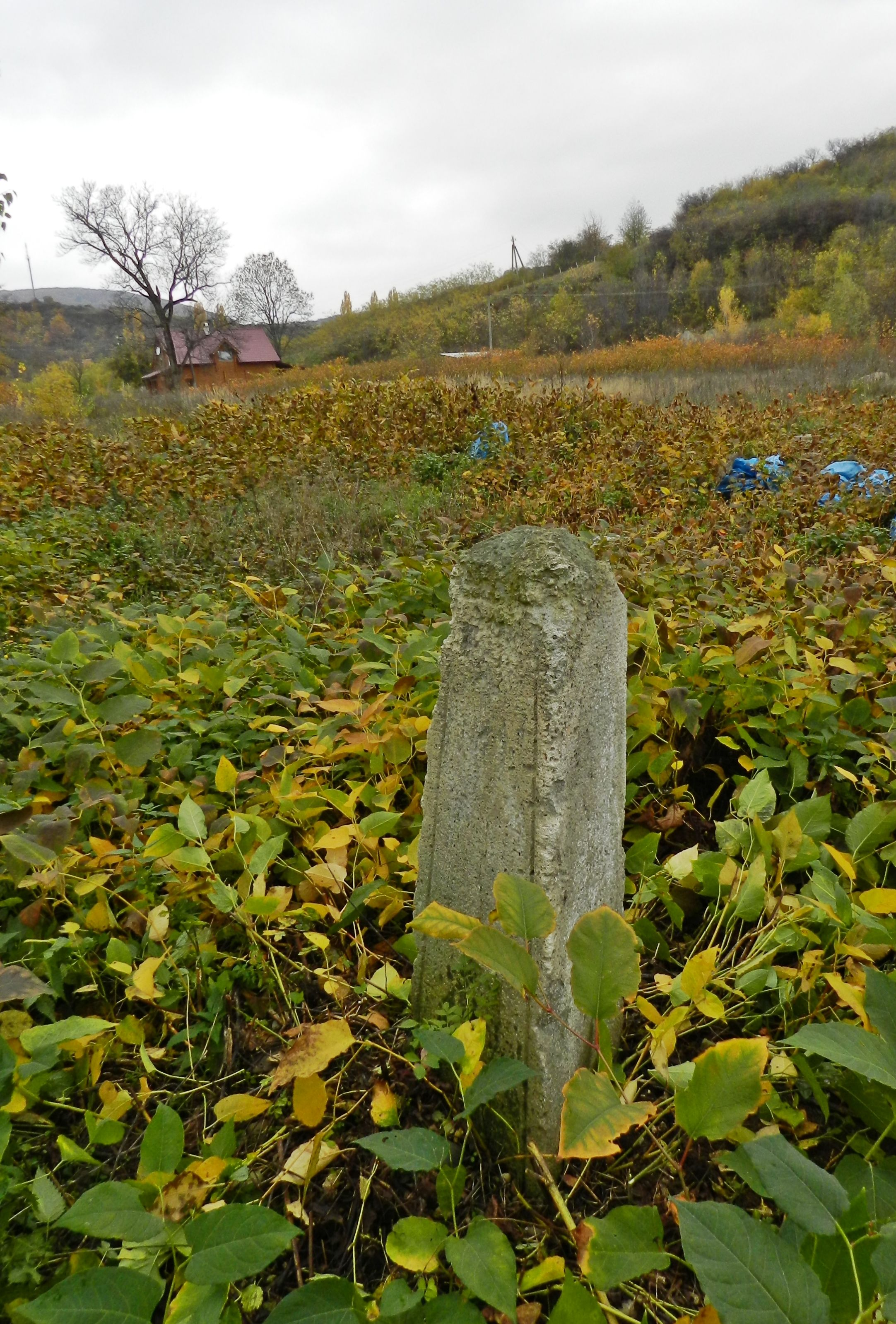
Надмогильний знак, під яким похований кінь (18 ст.)

- Гарною будівлею є колишня садиба графа Карої, нині в ній знаходиться дитячий садок. Приміщення зазнало внутрішньої перебудови, але зовнішній вигляд непогано зберігся. Дата побудови будівлі не встановлена. Відомо, що у 1825 р. поміщик з родини Карої заснував в селі підприємство з виготовлення квасців із місцевого галунного каменю, які застосовувались як барвники для тканин.  

## Відомі люди
Близько 1750 року тут народився мовознавець Берегсасі Нодь Пал. Був ректором колегіуму у Шарошпотоці.
Тут у 1949 році народився закарпатський угорський поет і письменник, лауреат премії «Аттіла» Нодь Золтан Мігалі.

Тут у 1984 році народилася угорська актриса Вікторія Торпої, лауреат премії Jászai Mari.

Тут жив Пал Морвай (1750-1814) - королівський радник і лейтенант.

Тут жив Віднянський Аттіла Йосипович (1964), угорський театральний і кінорежисер закарпатського походження, лауреат нагород Кошут і Язай Марі.

У 1827 році тут помер ботанік, мінералог і викладач Ондраш Рафаель Вольні.
Тут навчався Йожеф Раw (1976), угорський актор, лауреат премії «Ясай Марі».

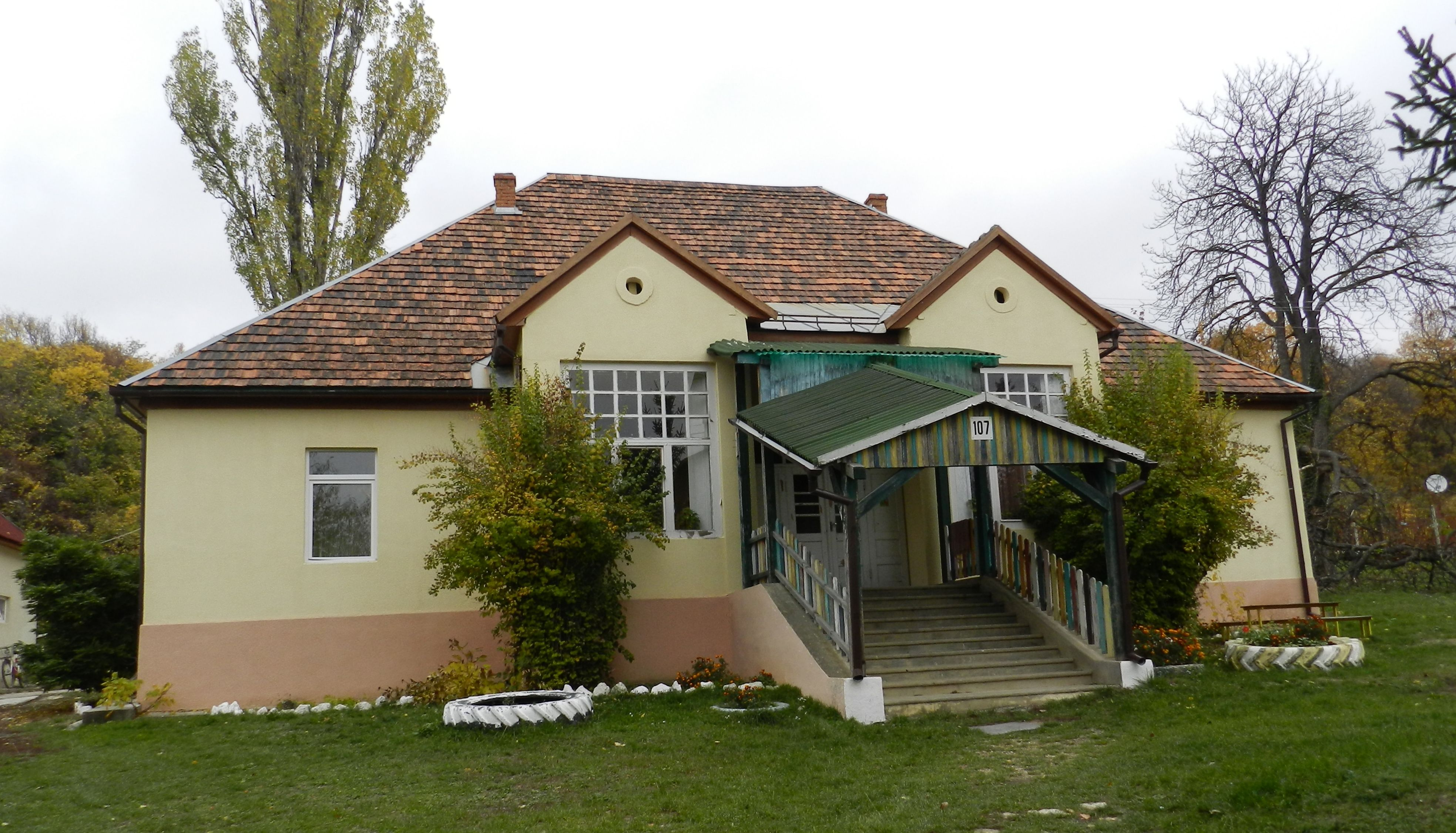
Дитячий садок у колишній садибі Карої